# Trihapsis polita
Trihapsis polita är en stekelart som beskrevs av Henry Keith Townes, Jr. 1970. Trihapsis polita ingår i släktet Trihapsis och familjen brokparasitsteklar. Inga underarter finns listade i Catalogue of Life.